# Kotlin (gmina)
Pour les articles homonymes, voir Kotlin.
Kotlin est une gmina rurale du powiat de Jarocin, Grande-Pologne, dans le centre-ouest de la Pologne. Son siège est le village de Kotlin, qui se situe environ 13 km au sud-est de Jarocin et 74 km au sud-est de la capitale régionale Poznań.
La gmina couvre une superficie de 84,08 km2 pour une population de 7 124 habitants.

## Géographie

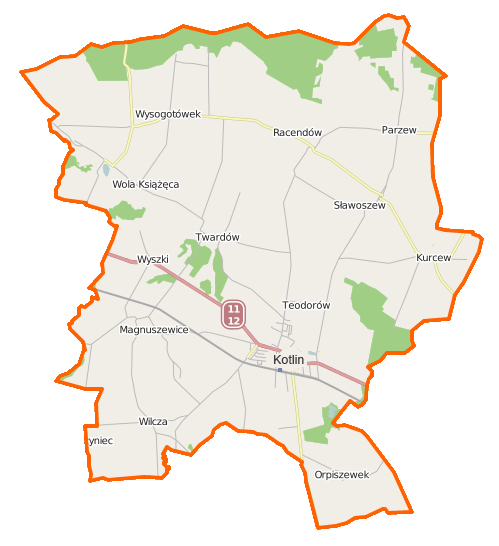
Plan de la gmina.

La gmina inclut les villages de :
- Kotlin
- Kurcew
- Magnuszewice
- Orpiszewek
- Parzew
- Racendów
- Sławoszew
- Twardów
- Wilcza
- Wola Książęca
- Wysogotówek
- Wyszki

### Gminy voisines
La gmina de Kotlin est bordée des gminy de :
- Czermin
- Dobrzyca
- Jarocin
- Pleszew
- Żerków

## Structure du terrain
D'après les données de 2002, la superficie de la commune de Kotlin est de 84,08 km2, répartis comme tel :
- terres agricoles : 81 %
- forêts : 11 %

La commune représente 14,31 % de la superficie du powiat.

## Démographie
Données du 30 juin 2004 :
| Description        | Total  | Total | Femmes | Femmes | Hommes | Hommes |
| ------------------ | ------ | ----- | ------ | ------ | ------ | ------ |
| Unité              | Nombre | %     | Nombre | %      | Nombre | %      |
| population         | 7 082  | 100   | 3 591  | 50,7   | 3 491  | 49,3   |
| Densité (hab./km²) | 84,2   | 84,2  | 42,7   | 42,7   | 41,5   | 41,5   |